# Metropolia Louisville
Metropolia Louisville – metropolia Kościoła rzymskokatolickiego obejmująca w całości stany Kentucky i Tennessee w Stanach Zjednoczonych.
Katedrą metropolitarną jest katedra Wniebowzięcia Najświętszej Maryi Panny w Louisville.

## Podział administracyjny
Metropolia jest częścią regionu V (AL, KY, LA, MS, TN)
- Archidiecezja Louisville
- Diecezja Covington
- Diecezja Knoxville
- Diecezja Lexington
- Diecezja Memphis
- Diecezja Nashville
- Diecezja Owensboro

## Metropolici
- John Alexander Floersh (1937 – 1967)
- Thomas Joseph McDonough (1967 – 1981)
- Thomas Kelly OP (1981 – 2007)
- Joseph Kurtz (2007 – 2022)
- Shelton Fabre (od 2022)